# Ciklospermum
Ciklospermum (lat. Cyclospermum) je biljni rod iz porodice štitarki. Rod se sastoji se od tri vrste jednogodišnjeg raslinja podrijetlom iz Južne i Srednje Amerike, odakle je jedna vrsta, tankolisni ciklospermum (Cyclospermum leptophyllum) uvezena po drugim kontinentima, pa i u Hrvatsku..

## Vrste
1. Cyclospermum laciniatum (DC.) Constance
2. Cyclospermum leptophyllum (Pers.) Sprague
3. Cyclospermum uruguayense (Mathias & Constance) Constance